# 聯合國安全理事會第2735號決議
聯合國安全理事會第2735號決議於2024年6月10日通過，呼籲哈馬斯接受以色列—哈馬斯戰爭中擬議的人質交換及停火協議。美國提出的決議詳細介紹三階段方案，並指出以色列已接受該方案。根據上述協議，哈馬斯將釋放所有其扣押的人質，並在加沙地帶實現長期停火，同時開展一項跨年度重建計劃。決議還明確反對加沙地帶進行任何人口或土地的變動，並再次確認安理會支持以兩國方案為基礎的和平解決途徑，期望在巴勒斯坦民族權力機構的領導下，實現加沙地帶與西岸的統一。
該決議得到全體安理會成員一致支持，唯獨俄羅斯選擇投棄權票。

## 背景
2024年5月31日，美國總統祖·拜登在電視演講中公開提出一項關於以色列—哈馬斯戰爭的人質和停火的提議，這標誌著美國在解決這場衝突中的一個重要時刻。這項提議由卡塔爾和埃及的調解員共同制定，內容包括6週的停火期，在此期間，以色列軍隊將從加沙的居民區撤出。作為交換，哈馬斯應釋放一些在10月7日襲擊中綁架的人質，而以色列應釋放數百名巴勒斯坦囚犯。該方案的後續階段還包括釋放所有人質、以色列全面撤軍及為加沙地帶制定重建計畫。這些細節是以色列傳達給調解員的方案概要。
儘管有這項公開呼籲及其提議的來源，以色列總理本雅明·內塔尼亞胡和哈馬斯在該決議通過時均未公開或正式接受此協議。內塔尼亞胡表示，公開描述的條款不準確，並堅持軍事行動將繼續，直到哈馬斯被擊敗。
拜登政府正透過埃及和卡塔爾這兩個調解國對哈馬斯施加強大壓力。卡塔爾和埃及威脅哈馬斯領導人，如果不接受當前的方案，他們可能會面臨逮捕、資產凍結、制裁及被驅逐出多哈等後果。這些行動是美國運用區域影響力，促使哈馬斯進入談判並達成停火的一部分策略。
在以色列，政治情勢也相當複雜。內塔尼亞胡的極右聯盟夥伴反對任何形式的停火，並威脅如果他同意該協議就會使政府垮台。儘管反對派領袖支持人質協議，但深刻的政治分歧及內塔尼亞胡的不穩定立場使他的決策更加複雜。

## 投票記錄
聯合國安全理事會常任理事國以粗體顯示。
| 支持（14）                                                                              | 棄權（1） | 反對（0） |
| --------------------------------------------------------------------------------------- | --------- | --------- |
| - 阿尔及利亚 - 中國 - 法國 - 日本 - 莫桑比克 - 馬爾他 - 斯洛維尼亞 - 瑞士 - 英国 - 美国 | - 俄羅斯  |           |

## 反應
- 以色列：以色列駐聯合國代表既未確認也未否認以色列是否接受人質和停火方案，其並重申總理的立場，即以色列將繼續戰鬥，直到所有人質獲釋並徹底解散哈馬斯的軍事力量[6]。

- 巴勒斯坦：巴勒斯坦權力機構主席馬哈茂德·阿巴斯對該決議的通過表示歡迎[7]。

- 哈馬斯：該組織對決議內容表示歡迎，稱哈馬斯準備與調解員進行進一步談判[7]。高級發言人薩米·阿布·祖赫里表示，哈馬斯已經接受該決議[8]。

## 另見
- 聯合國安全理事會第2700至2800號決議列表
- 聯合國安全理事會以色列相關決議列表
- 聯合國安全理事會巴勒斯坦相關決議決議列表
- 聯合國安全理事會第2728號決議